# اسرار معدن زغال‌سنگ
اسرار معدن زغال‌سنگ (انگلیسی: The Child of the Cavern) رمانی نوشته ژول ورن نویسنده فرانسوی است که در سال ۱۸۷۷ توسط انتشارات پیر-ژول اتزل منتشر شد. این کتاب تاکنون با نام های مختلفی منتشر شده است از جمله: سیاه های هندی، کودکان غار، اسرار زیر زمین، الماس سیاه و شهر زیرزمینی.

## شرح داستان
داستان کتاب دربردارنده حوادثی است که برای مهندس جیمز استار، هری فورد پسر سرکارگر سابق، سیمون فورد سرکارگر سابق و همسرش در حین کشف رگه های جدیدی از زغال‌سنگ در معدن زغال‌سنگ متروکه آبرفویل، گودال دوشارت، چاه یارو از توابع استیرلینگ اسکاتلند اتفاق می افتد.